# Tseng Shu-O
Tseng Shu-O (Kaohsiung, 6 de septiembre de 1984) es una futbolista taiwanesa que juega como centrocampista. 
En Taiwán jugó en el Hsiao Kang SHS (1999-02), el TPEC (2002-06) y el NTNU (2006-09). Debutó con la selección taiwanesa en 2002. 
Entre 2009-11 jugó en el Canberra United de Australia, que compaginó con varios equipos del segundo nivel de Estados Unidos: Colorado Rush (2010), Vancouver Whitecaps (2011) y Spokane Shine (2012). 
Posteriormente pasó al fútbol europeo. Ha jugado en Francia, Islandia y Austria, con el AS Saint-Étienne (2012-13), el SV Neulengbach (2013-14), el Fylkir Reykjavík (2015) y el ASPTT Albi (2015-act.).